# Gela Hambese
Gela Hambese (25 settembre 2002) è una mezzofondista etiope.

## Biografia
Nel 2024 ha vinto la medaglia di bronzo nei 10000 m piani ai campionati africani.

## Palmarès
| Anno | Manifestazione      | Sede   | Evento        | Risultato | Prestazione | Note |
| ---- | ------------------- | ------ | ------------- | --------- | ----------- | ---- |
| 2024 | Campionati africani | Douala | 10000 m piani | Bronzo    | 37'09"20    |      |

## Altre competizioni internazionali
2022
- 14ª al Golden Spike Ostrava ( Ostrava), 1500 m piani - 4'08"40

2024
- 5ª alla Doha Diamond League ( Doha), 5000 m piani - 14'47"74
- 8ª al Meeting international Mohammed VI d'athlétisme de Rabat ( Rabat), 5000 m piani - 15'06"24
- 12ª alla Weltklasse Zürich ( Zurigo), 5000 m piani - 15'35"66